# Pál Teleki (futbolista)
Pál Teleki (Arad, Imperio austrohúngaro; 5 de marzo de 1906 - Debrecen, Hungría; 14 de diciembre de 1985) fue un futbolista húngaro que representó a Hungría en la Copa Mundial de Fútbol de 1934 y entrenador. Jugó para los equipos AMEF Arad y Chinezul Timişoara de Rumania; con este último fue campeón de Rumania en 1927, y también jugó en una ocasión para Rumania en 1927. Después jugó para el Bocskai FC de Hungría con quien ganó la copa nacional en 1930.

## Logros
- Liga I: 1926–27[8]
- Copa de Hungría: 1929–30